# Окрелизумаб
Окрелизумаб — гуманизированное анти-CD20 моноклональное антитело. Оно поражает зрелые B-лимфоциты и тем самым является иммунодепрессантом. Оно находится в совместной разработке компаний Genentech и Biogen, являющихся субсидиарами компании Hoffmann-La Roche.
Окрелизумаб достиг фазы III клинических испытаний для ревматоидного артрита и системной красной волчанки, а также фазы II для рассеянного склероза (РС) и лимфом.
В марте 2010, Hoffmann-La Roche анонсировала досрочное прекращение клинических испытаний окрелизумаба при ревматоидном артрите и системной красной волчанке. Этот шаг последовал за сообщениями о повышенной смертности больных с этими заболеваниями, получавших окрелизумаб, от оппортунистических инфекций. Однако разработка окрелизумаба как средства лечения рассеянного склероза продолжилась, поскольку среди этих больных повышенной смертности от оппортунистических инфекций не наблюдалось.
В октябре 2010 года Hoffmann-La Roche анонсировала предварительные результаты 24 недель исследования фазы II при рецидивирующе-ремиттирующем рассеянном склерозе. Окрелизумаб продемонстрировал статистически значимое снижение активности заболевания, измеряемой по количеству бляшек в мозгу на МРТ и частоты рецидивов, в сравнении с плацебо. Обе дозы окрелизумаба (200 мг и 600 мг) хорошо переносились.
В 2017 году Управление по контролю качества лекарственных средств и продуктов питания США (FDA) одобрило препарат окрелизумаб (под торговой маркой «Окревус») в качестве первого и на момент 2018 года единственного препарата, подходящего для лечения двух форм рассеянного склероза — первично-прогрессирующей и рецидивирующей.
В отдельном исследовании III фазы по ППРС (ORATORIO), ОКРЕВУС оказался первым и единственным препаратом, значительно замедлившим прогрессирование инвалидизации и снизившим активность заболевания на снимках МРТ по сравнению с плацебо при медиане наблюдения 3 года. В исследовании ППРС относительное число пациентов с нежелательными явлениями и серьёзными нежелательными явлениями в группах окрелизумаба и плацебо было сопоставимо. Наиболее распространенными нежелательными явлениями были инфузионные реакции, а также инфекции верхних дыхательных путей — в основном легкой и средней степеней тяжести. Результаты этих исследований III фазы были опубликованы 19 января 2017 в издании New England Journal of Medicine (NEJM).
В дополнительных открытых этапах исследований III фазы OPERA I и OPERA II, у пациентов с рецидивирующим рассеянным склерозом, получавших непрерывное лечение окрелизумабом в течение пяти лет, были достигнуты более благоприятные результаты оценки атрофии головного мозга и подтвержденного прогрессирования инвалидизации, по сравнению с теми пациентами, кто перешел на окрелизумаб после первых двух лет лечения интерфероном β-1а. Также у пациентов, заменивших интерферон β-1 на окрелизумаб после контролируемого этапа в исследовании, наблюдалось быстрое подавление активности заболевания, определяемой по среднегодовой частоте обострений и МРТ-показателям.